# Episodi di Timeless (seconda stagione)
La seconda e ultima stagione della serie televisiva Timeless, composta da dieci episodi, è stata trasmessa negli Stati Uniti per la prima volta dall'emittente NBC dall'11 marzo al 13 maggio 2018.
In Italia la stagione è andata in onda in prima visione satellitare su Fox, canale a pagamento della piattaforma Sky, dal 21 giugno al 23 agosto 2018.
| nº | Titolo originale            | Titolo italiano                       | Prima TV USA   | Prima TV Italia |
| -- | --------------------------- | ------------------------------------- | -------------- | --------------- |
| 1  | The War to End All Wars     | Una guerra per finire tutte le guerre | 11 marzo 2018  | 21 giugno 2018  |
| 2  | The Darlington 500          | La Darlington 500                     | 18 marzo 2018  | 28 giugno 2018  |
| 3  | Hollywoodland               | La vecchia Hollywood                  | 25 marzo 2018  | 5 luglio 2018   |
| 4  | The Salem Witch Hunt        | La caccia alle streghe di Salem       | 8 aprile 2018  | 12 luglio 2018  |
| 5  | The Kennedy Curse           | La maledizione dei Kennedy            | 15 aprile 2018 | 19 luglio 2018  |
| 6  | The King of the Delta Blues | Il re del Delta Blues                 | 22 aprile 2018 | 26 luglio 2018  |
| 7  | Mrs. Sherlock Holmes        | La sig.ra Sherlock Holmes             | 28 aprile 2018 | 2 agosto 2018   |
| 8  | The Day Reagan Was Shot     | Il giorno in cui spararono a Reagan   | 6 maggio 2018  | 9 agosto 2018   |
| 9  | The General                 | Il Generale                           | 13 maggio 2018 | 16 agosto 2018  |
| 10 | Chinatown                   | Persa nel tempo                       | 13 maggio 2018 | 23 agosto 2018  |